# Ole Kjær
Ole Kjær (Kolding, 16 augustus 1954) is een voormalig Deens profvoetballer die speelde als doelman. Hij beëindigde zijn loopbaan in 1992 bij de Deense club waar hij ook zijn loopbaan begon, Esbjerg fB. In 1978 werd hij uitgeroepen tot Deens voetballer van het jaar.

## Interlandcarrière
Kjær kwam in totaal 26 keer uit voor de nationale ploeg van Denemarken in de periode 1977–1984. Onder leiding van bondscoach Kurt Nielsen maakte hij zijn debuut op 2 februari 1977 in de vriendschappelijke uitwedstrijd tegen Senegal (2-3) in Kaolack, net als Klaus Nørregaard en John Povelsen. Kjær nam met zijn vaderland deel aan het EK voetbal 1984, maar kwam daar niet in actie. In de aanloop naar dat toernooi verloor hij zijn basisplaats aan Ole Qvist, Bondscoach Sepp Piontek besloot daartoe na de 6-0 nederlaag tegen Nederland (6-0) op 14 maart van dat jaar.

## Erelijst
Esbjerg fB
- Deens landskampioenschap

1979
- Deense beker

1976